# Гірський Тікич
Гірськи́й Ті́кич, Угорський Тікич — річка в Україні, в межах Вінницького району Вінницької області та Уманського і Звенигородського районів Черкаської області. Права притока Тікичу (басейн Південного Бугу).

## Опис
Довжина 167 км, площа басейну 3510 км². Долина V-подібна, завширшки до 2,3 км, завглибшки до 60 м. Похил річки 0,78 м/км. Річище звивисте, береги підвищені, кам'янисті; є водоспади (водоспад Вир) та пороги; біля смт Буки річка утворює Буцький каньйон. Живлення снігове і дощове. Льодостав з початку грудня до середини березня. Споруджено 7 ГЕС (Тальнівська, Гордашівська, Кривоколінська, Веселокутська, Вороненська, Юрпільська та Буцька ГЕС), є водосховища і чимало ставків. Річку використовують для зрошування, рибництва, водного туризму.

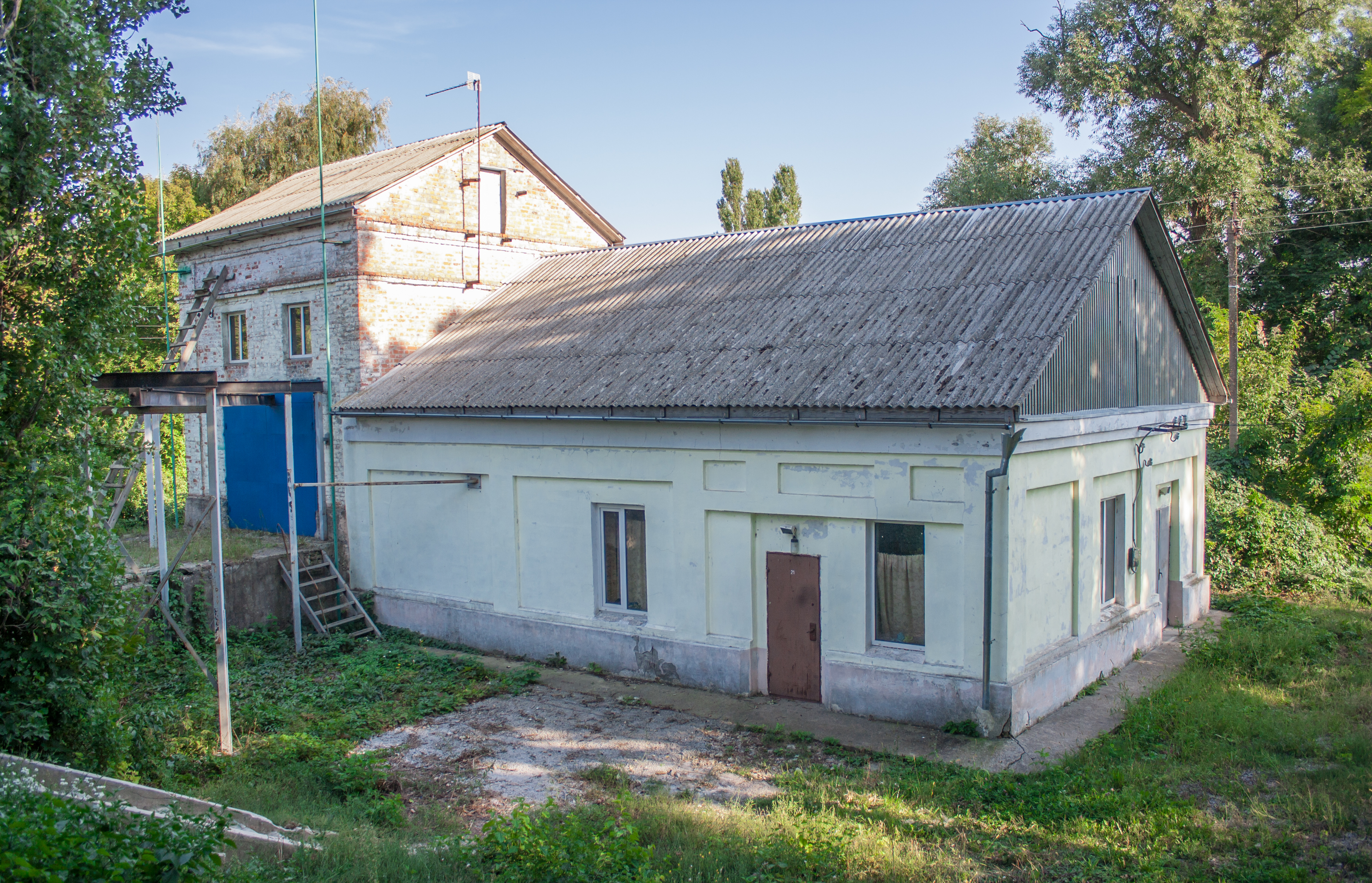
Вороненська ГЕС
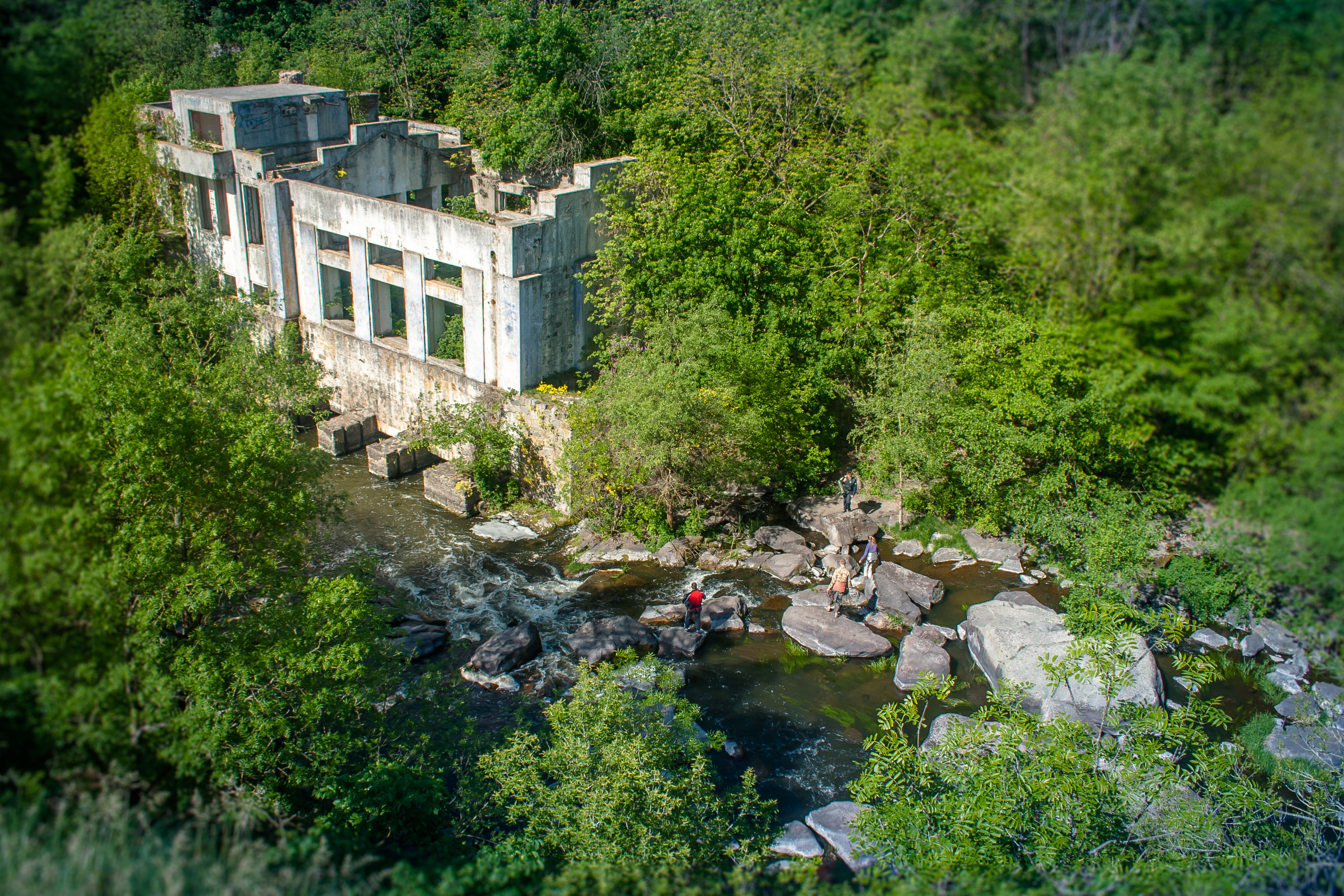
Буцька ГЕС
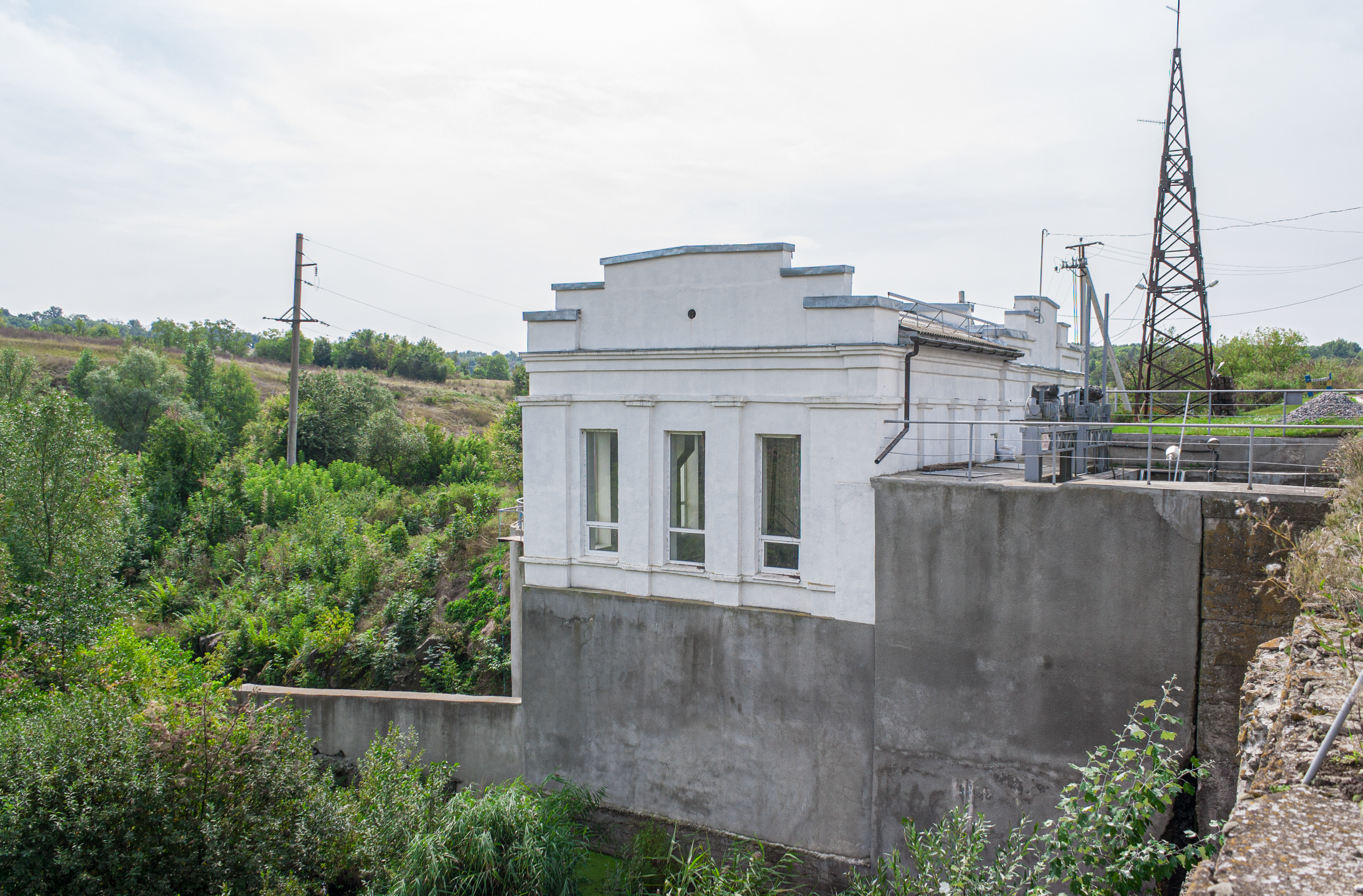
Юрпільська ГЕС

## Розташування
Гірський Тікич бере початок у селі Фронтівка. Спершу тече переважно на схід через Княжу Криницю, далі — на південний схід. Впадає до Тікичу на південний схід від села Криві Коліна (зливається з Гнилим Тікичем, даючи початок Тікичу).
На Гірському Тікичу розташоване місто Тальне, смт Буки та чимало сіл.

## Основні притоки

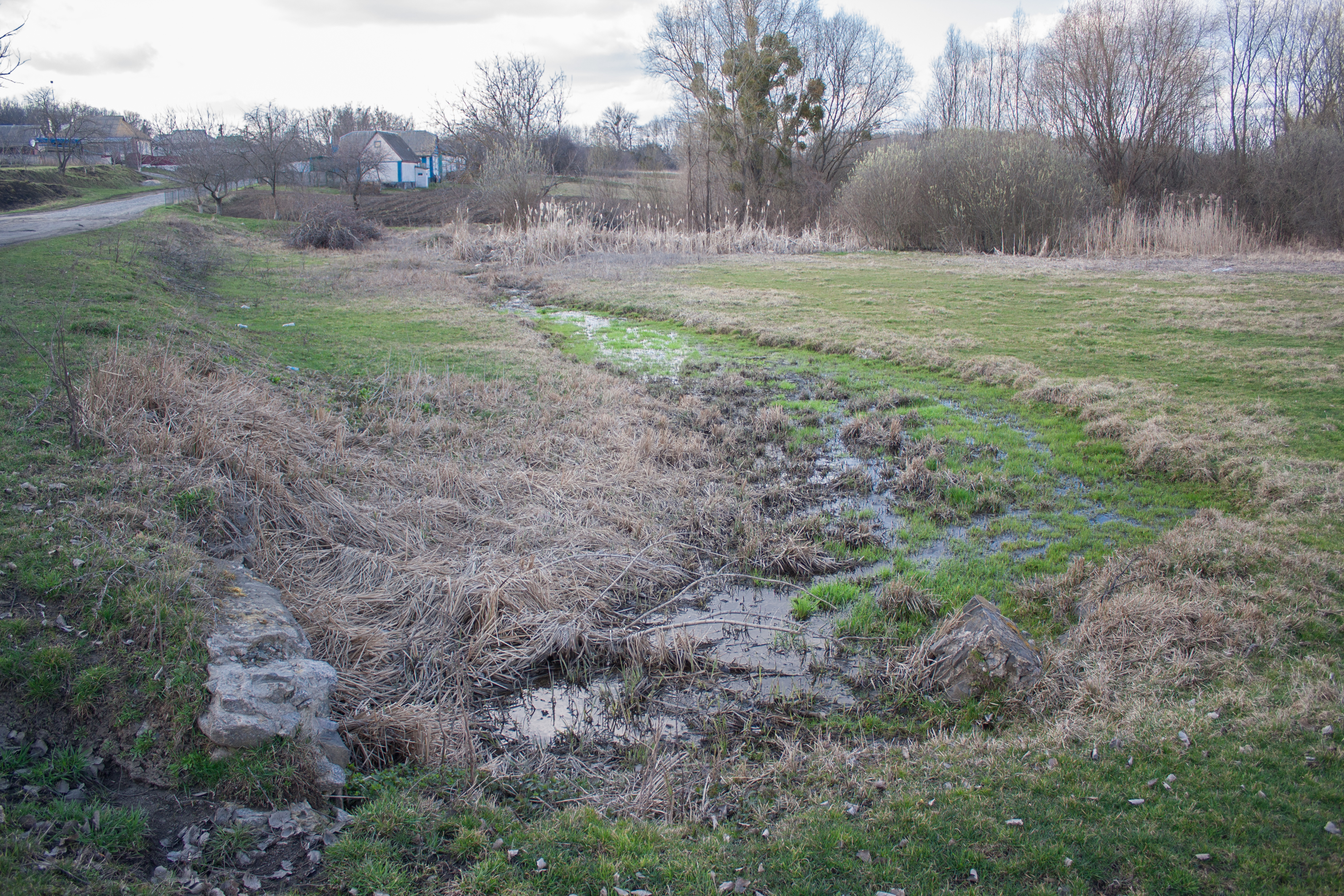
Безіменний струмок у с. Половинчик

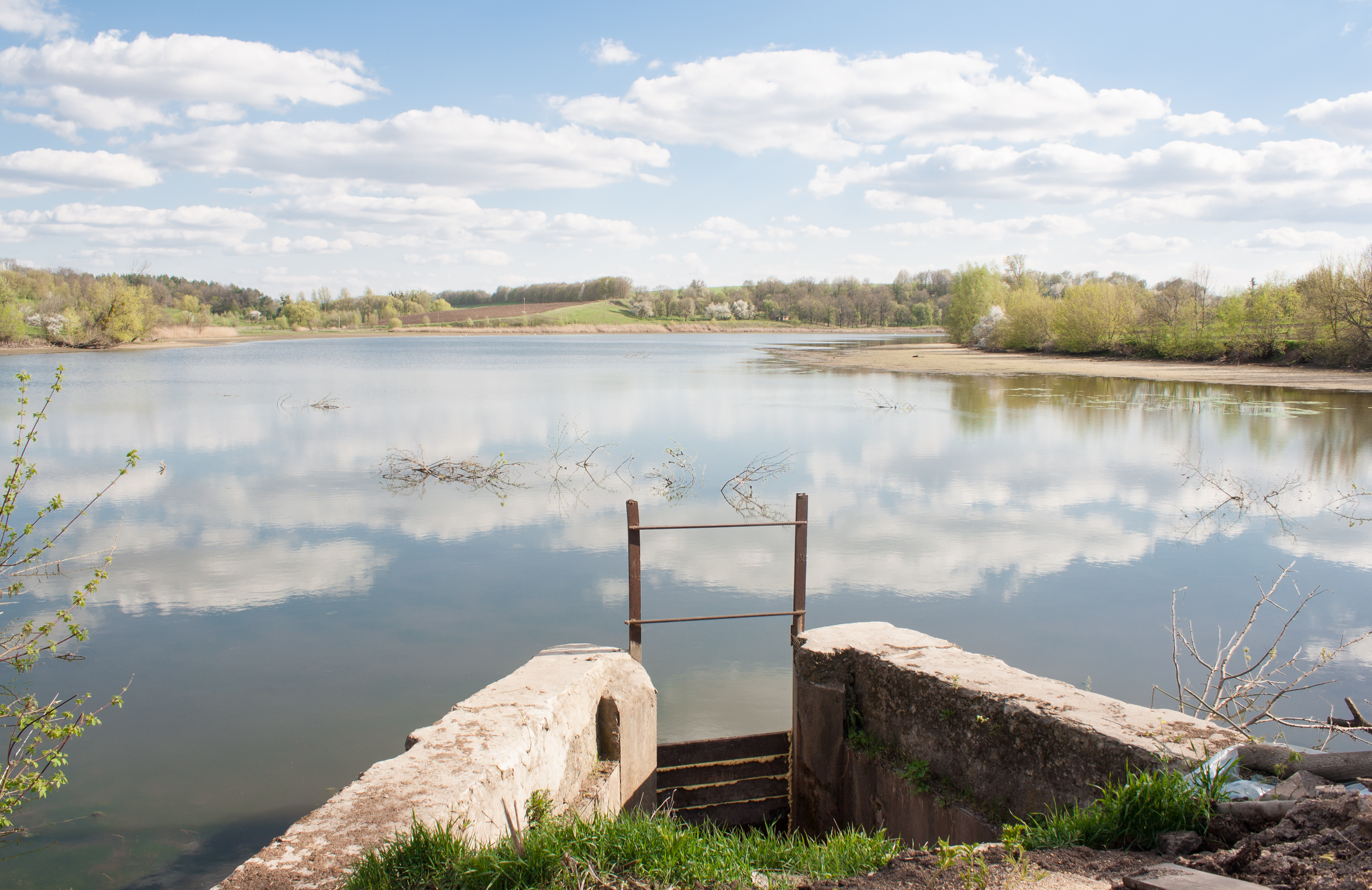
Ставок на безіменному струмку у с. Шабастівка

### Праві
Цибулівка, Канела, Кищиха, Романівка, Мощурів, Тальнянка, Тива
- Річка (струмок) без назви.  Бере початок на північному сході від Сатанівки. Спочатку тече на північний захід через присілок Половинчика, потім на північний схід через Шабастівку. Впадає у Гірський Тікич у селі Княжа Криниця[2].

### Ліві
Тікич, Постава, Житниці, Торч, Бурти, Срібна, Китиця, Беринка, Макшиболото.

## Назва
Сучасна назва річки є викривленим варіантом прадавньої назви Вгорський-Угорський Тикич, під яким річка була відома за численними згадками від середини XVI століття до середини XVIII століття.[джерело?] Від початку XIX століття, після приєднання польських земель, утвердився варіант назви рос. Горской Тикичъ (пол. Horskoy Tikicz). Від початку XIX століття — вочевидь, як наслідок запровадження в діловодстві краю російської мови та «неусвідомлення» особливостей передачі місцевої топонімії, поступово почали запроваджуватися нові трансформовані варіанти назви (зокрема, рос. Горской Тикичъ (пол. Horskoy Tikicz)). Імовірно, під впливом вживання на мапах останнього варіанту, вже з 1920—1930 років і «переклали» на українську мову. Внаслідок подальшого вживання в адмініструванні практично витіснив назву Угорський Тикич з історичної пам'яті. (пол. Horskoy Tikicz).[джерело?]

## Галерея

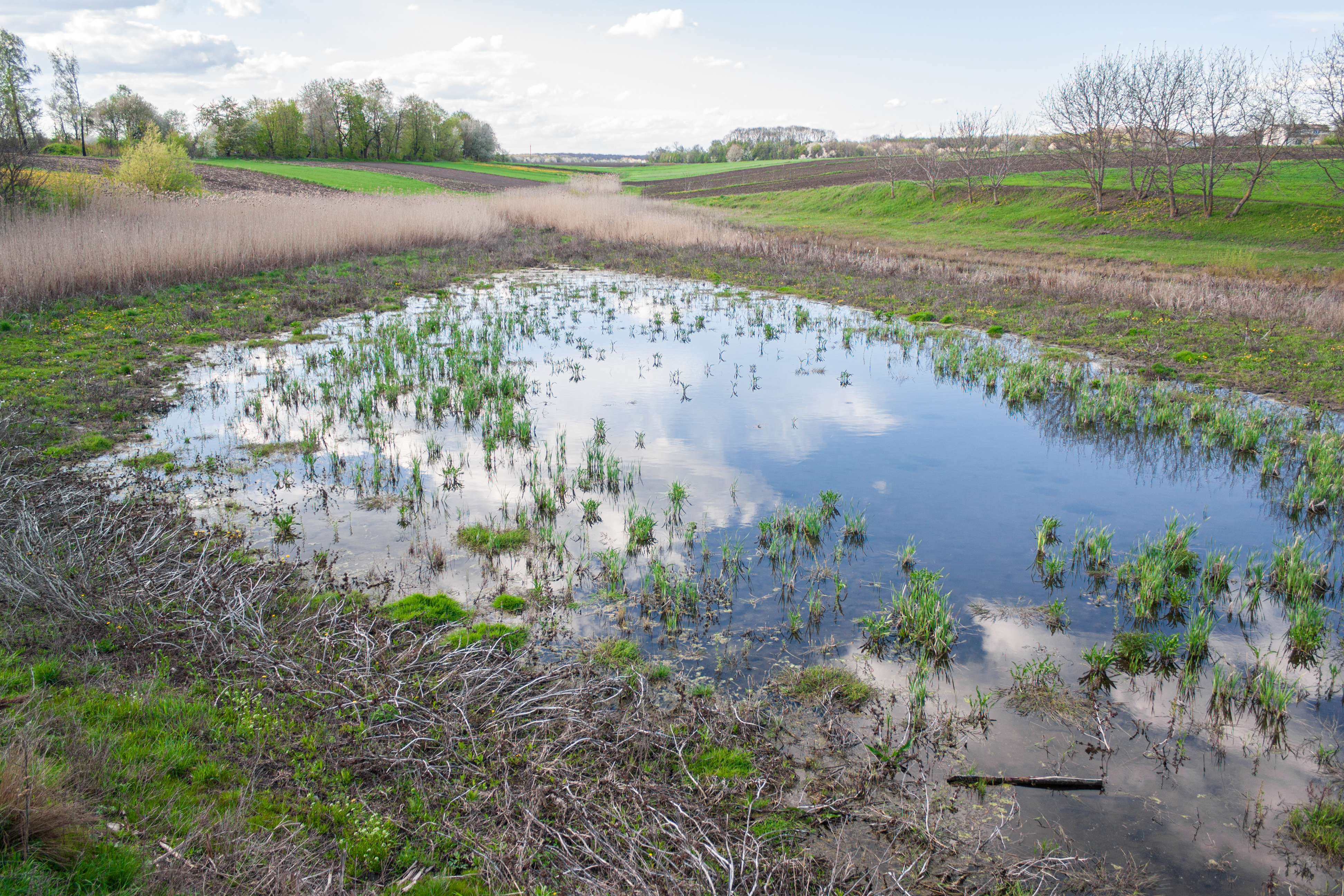
Місце витоку в селі Фронтівка
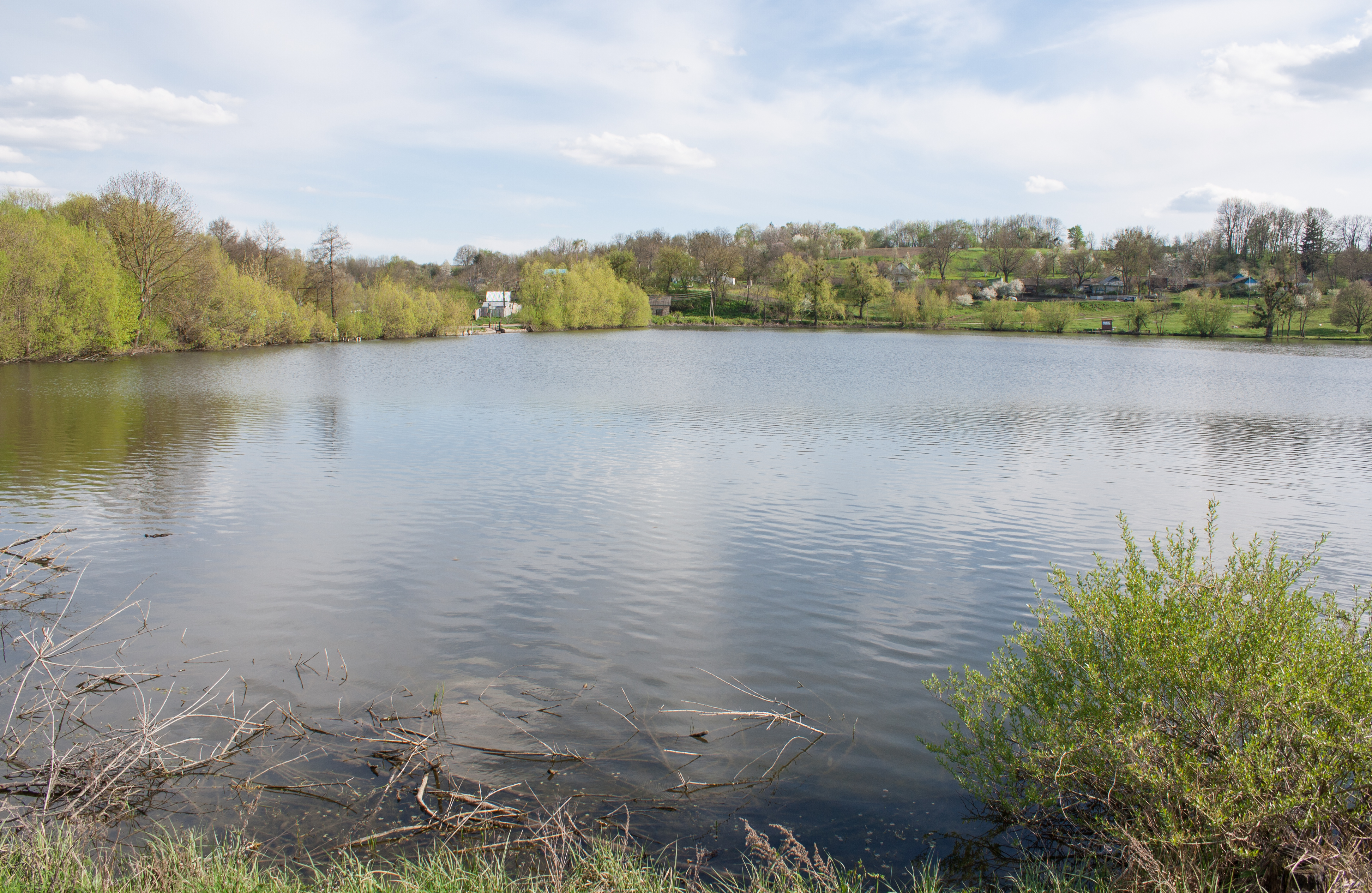
Ставок на річці в селі Балабанівка
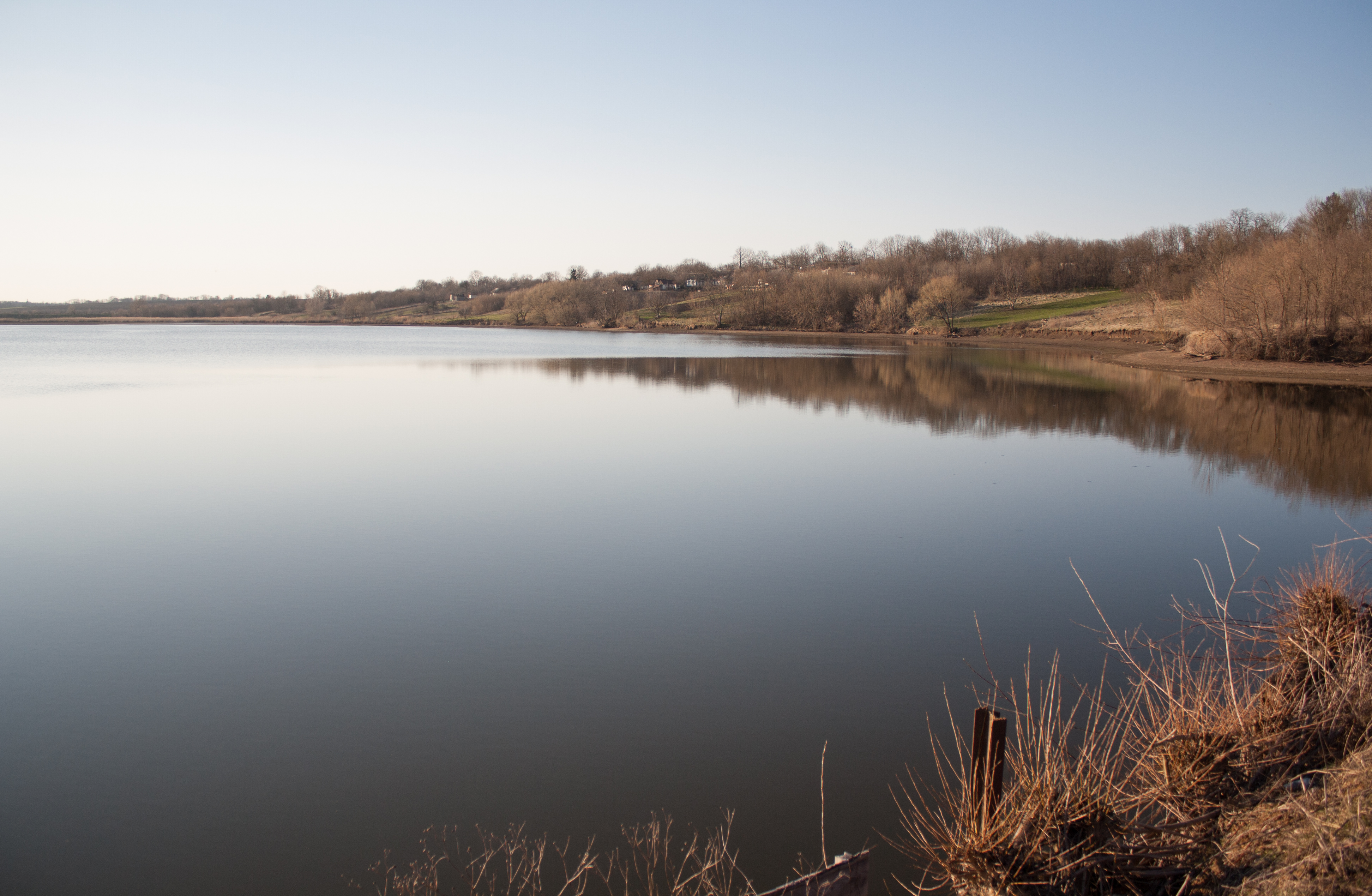
Ставок на річці в селі Ступки
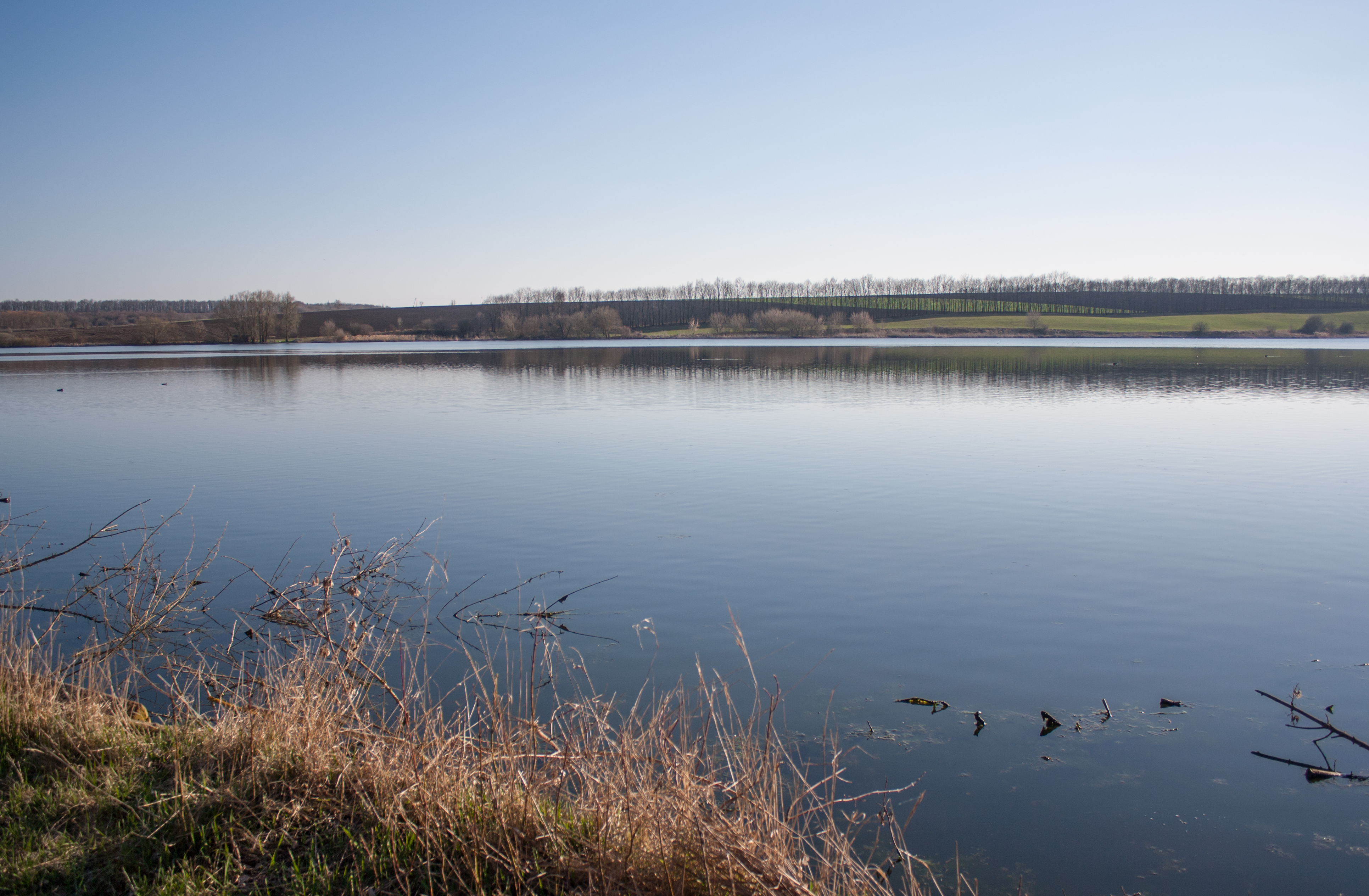
Ставок на річці в селі Новосілка
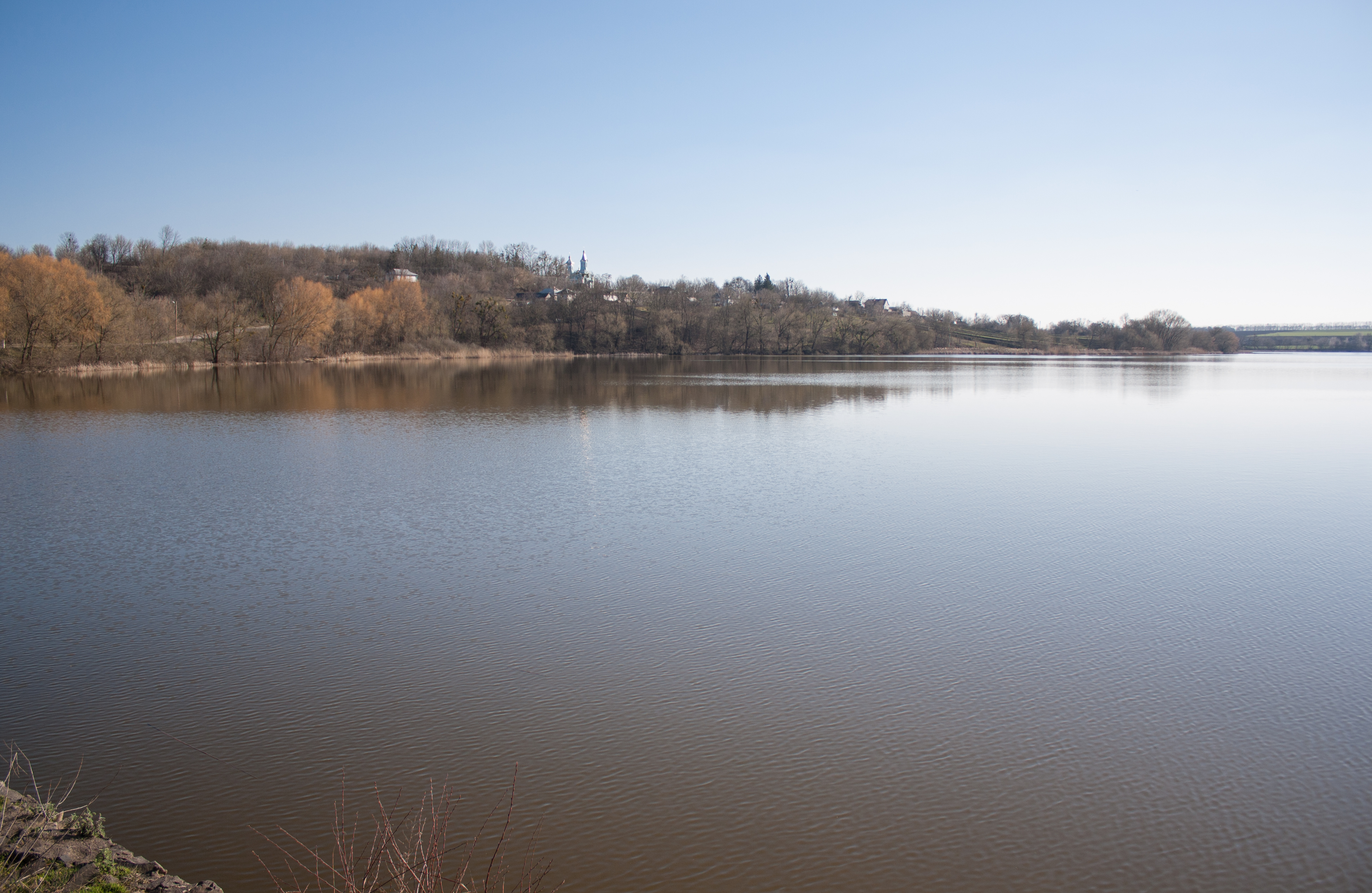
Ставок на річці в селі Княжа Криниця
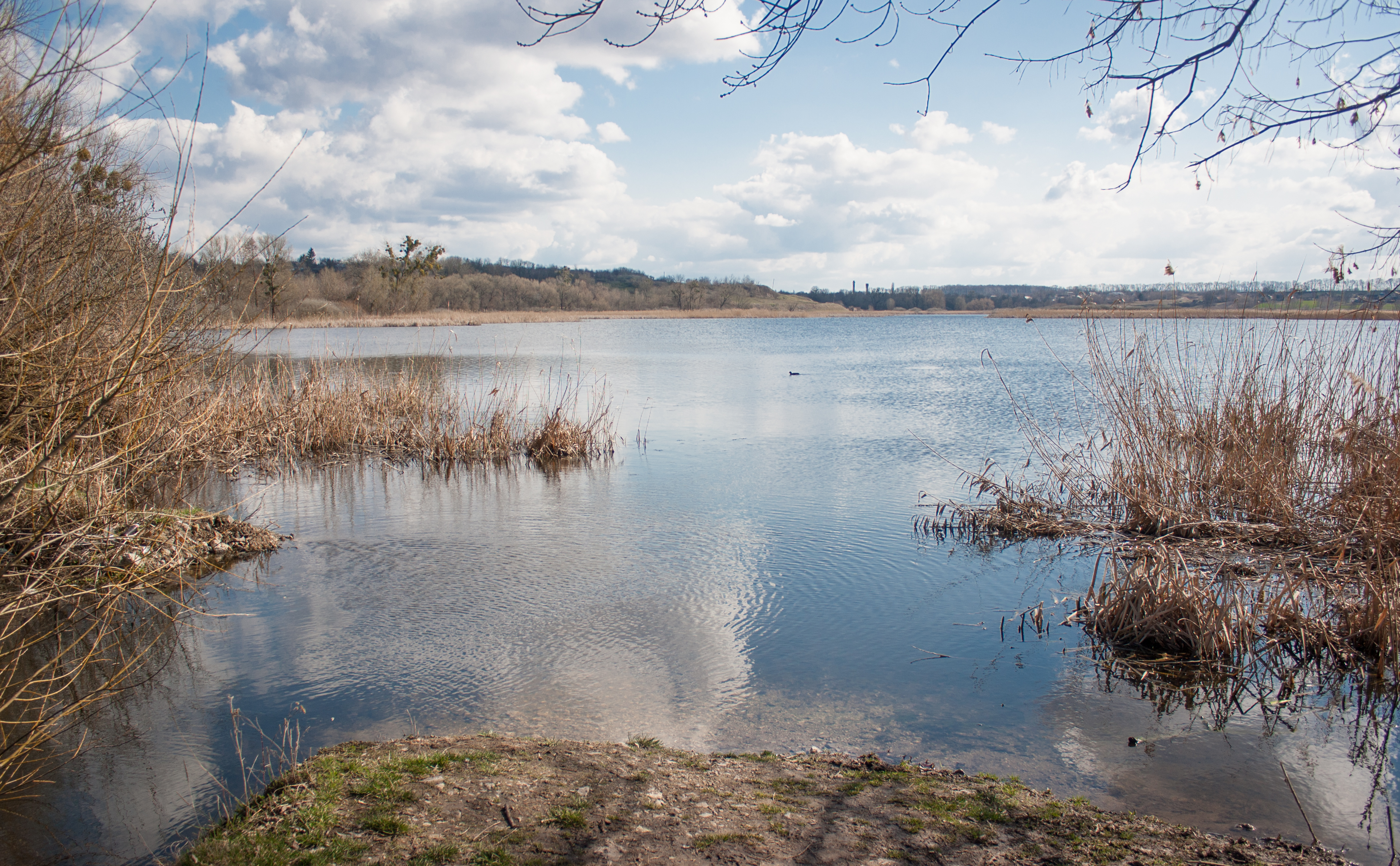
Ставок на річці в селі Івахни
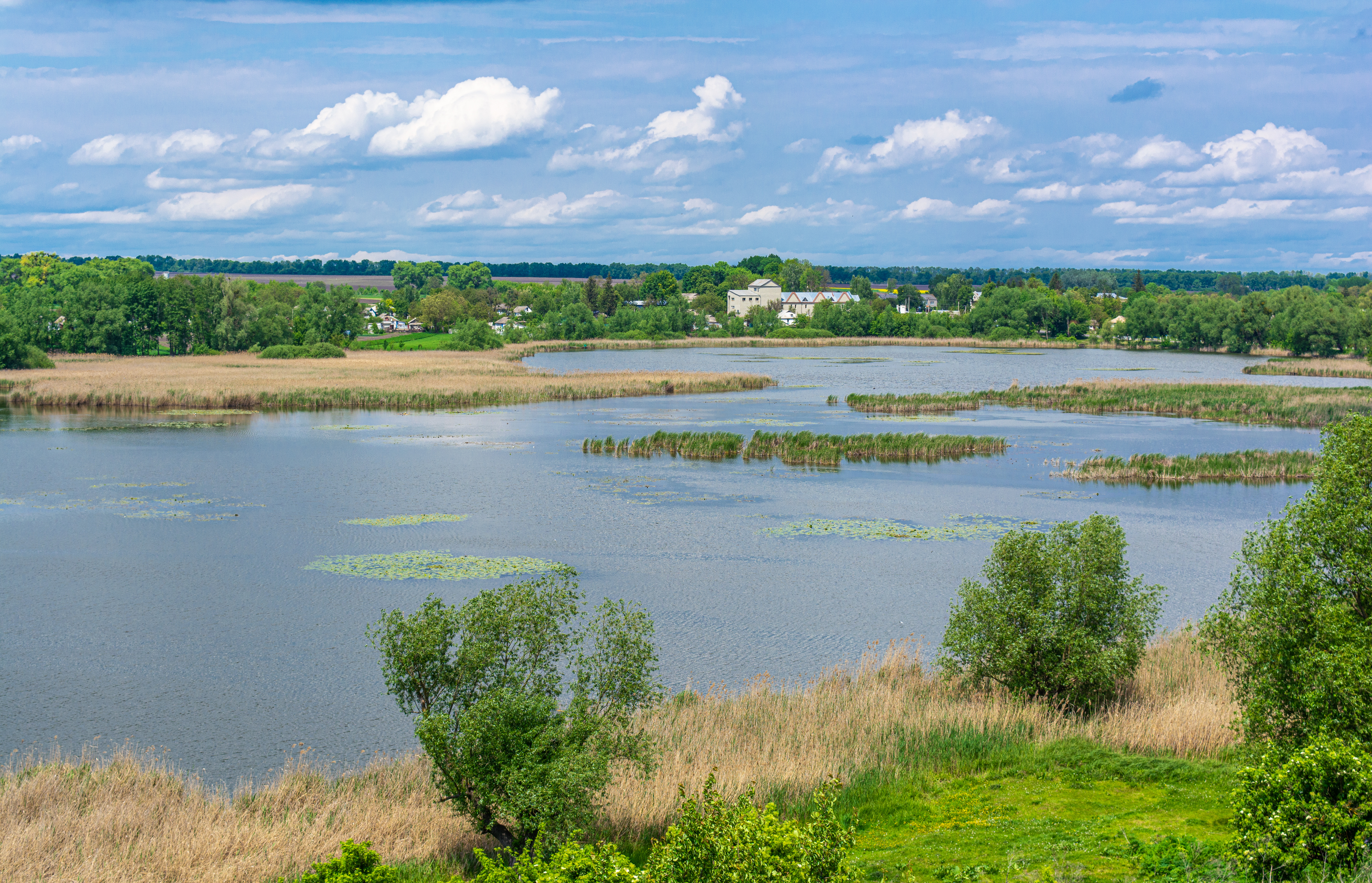
Ставок на річці в селі Івахни
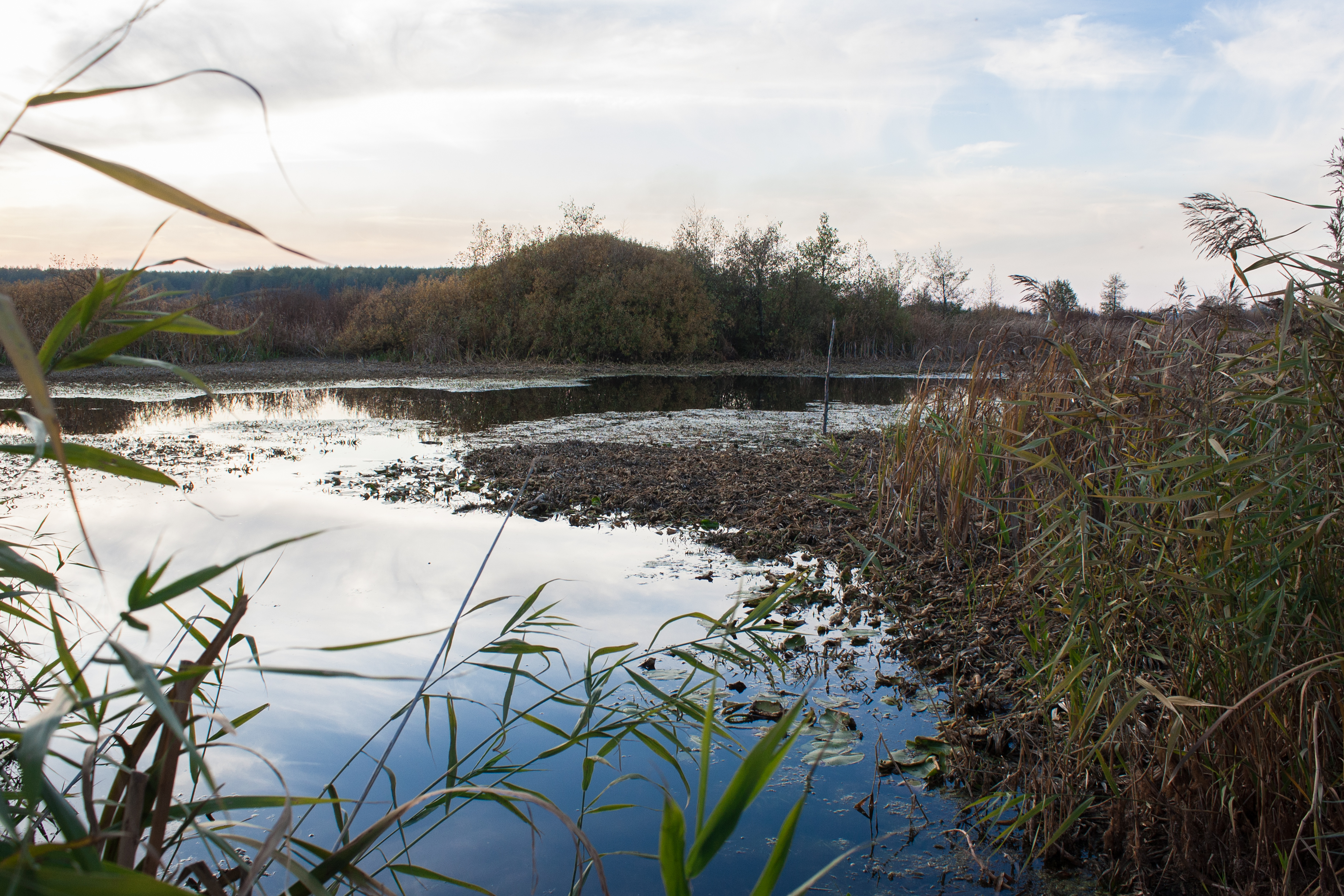
Річка на околиці села Зарубинці
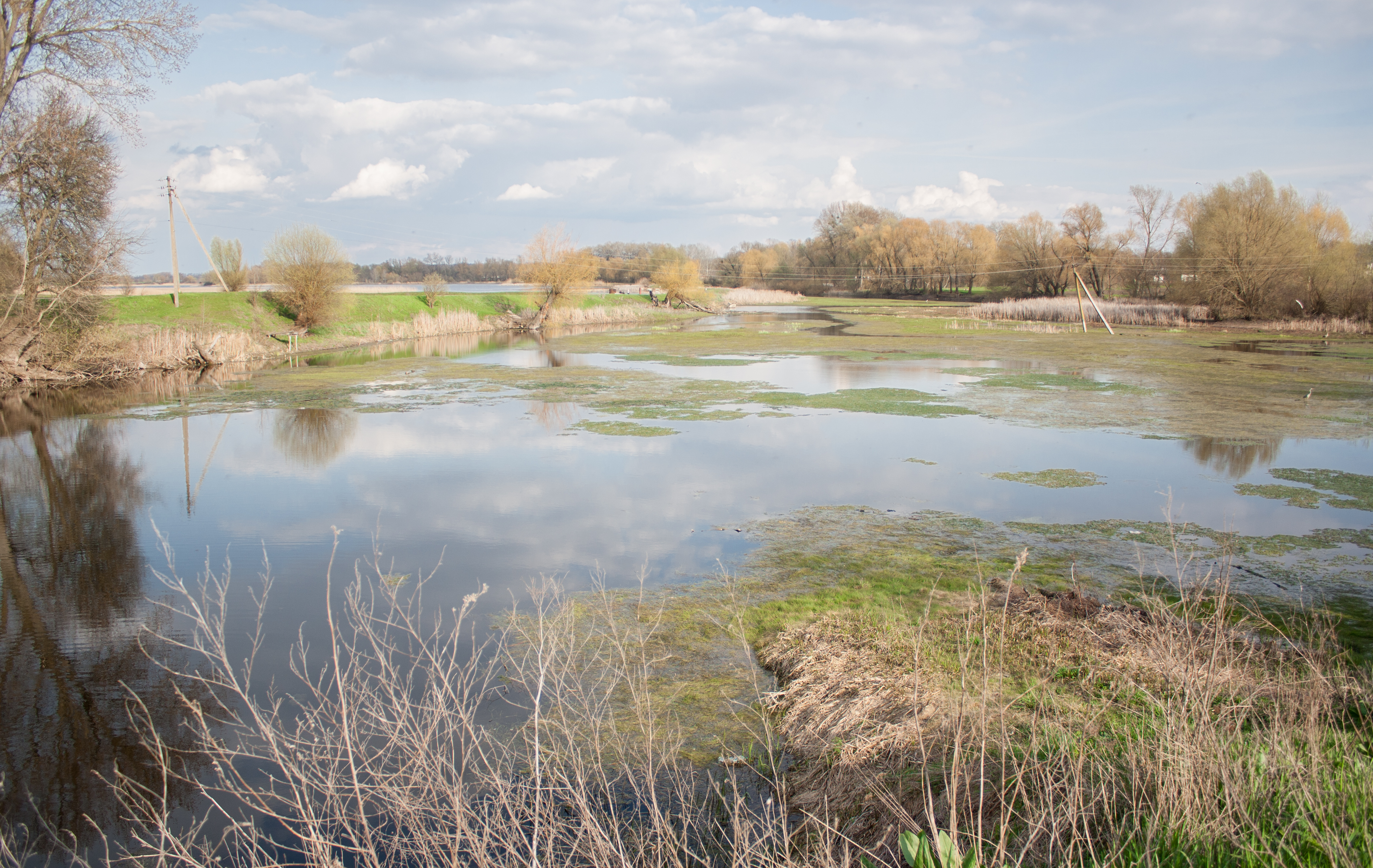
Річка в селі Острожани
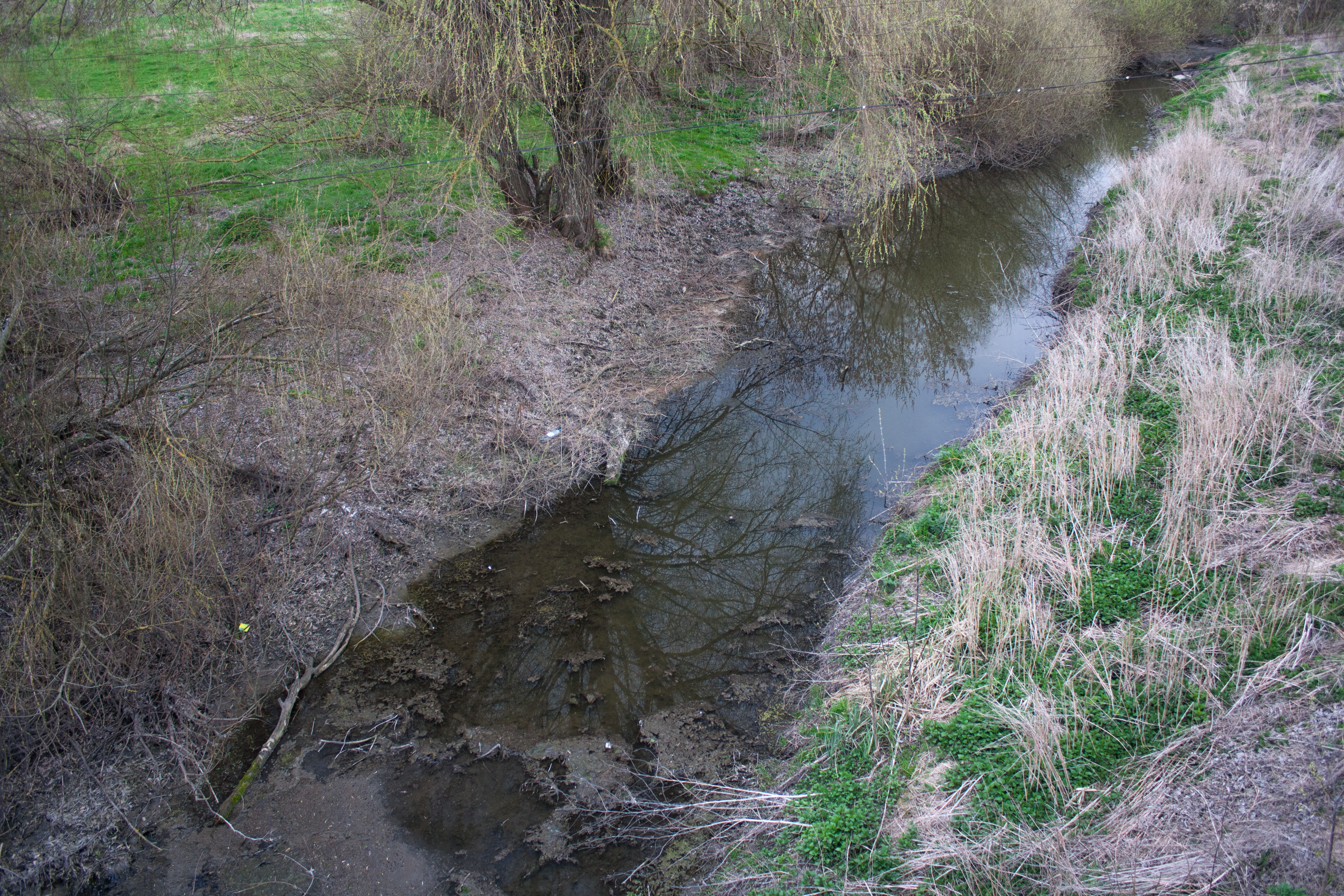
Річка в селі Бузівка
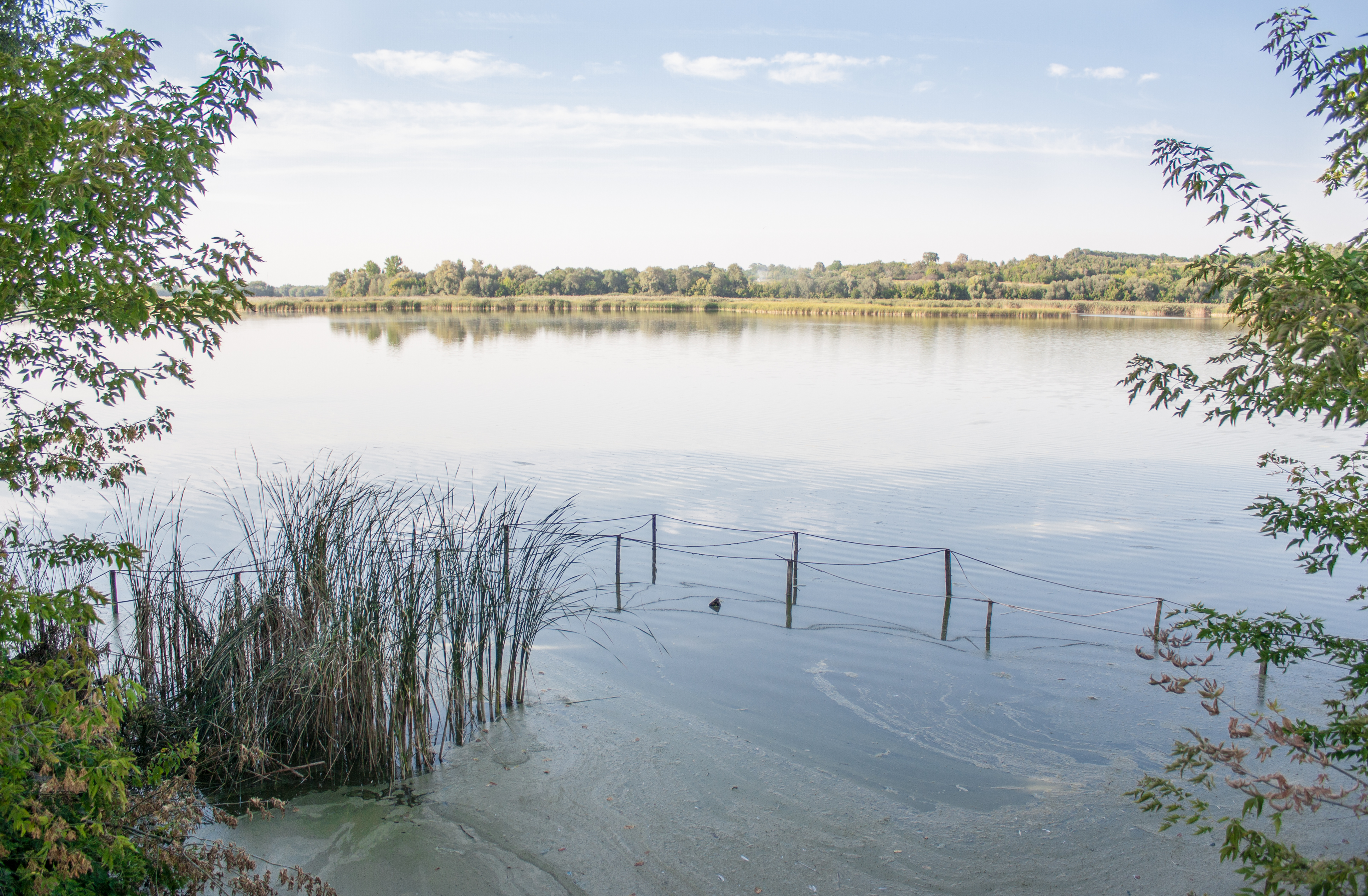
Ставок на річці в селі Вороне
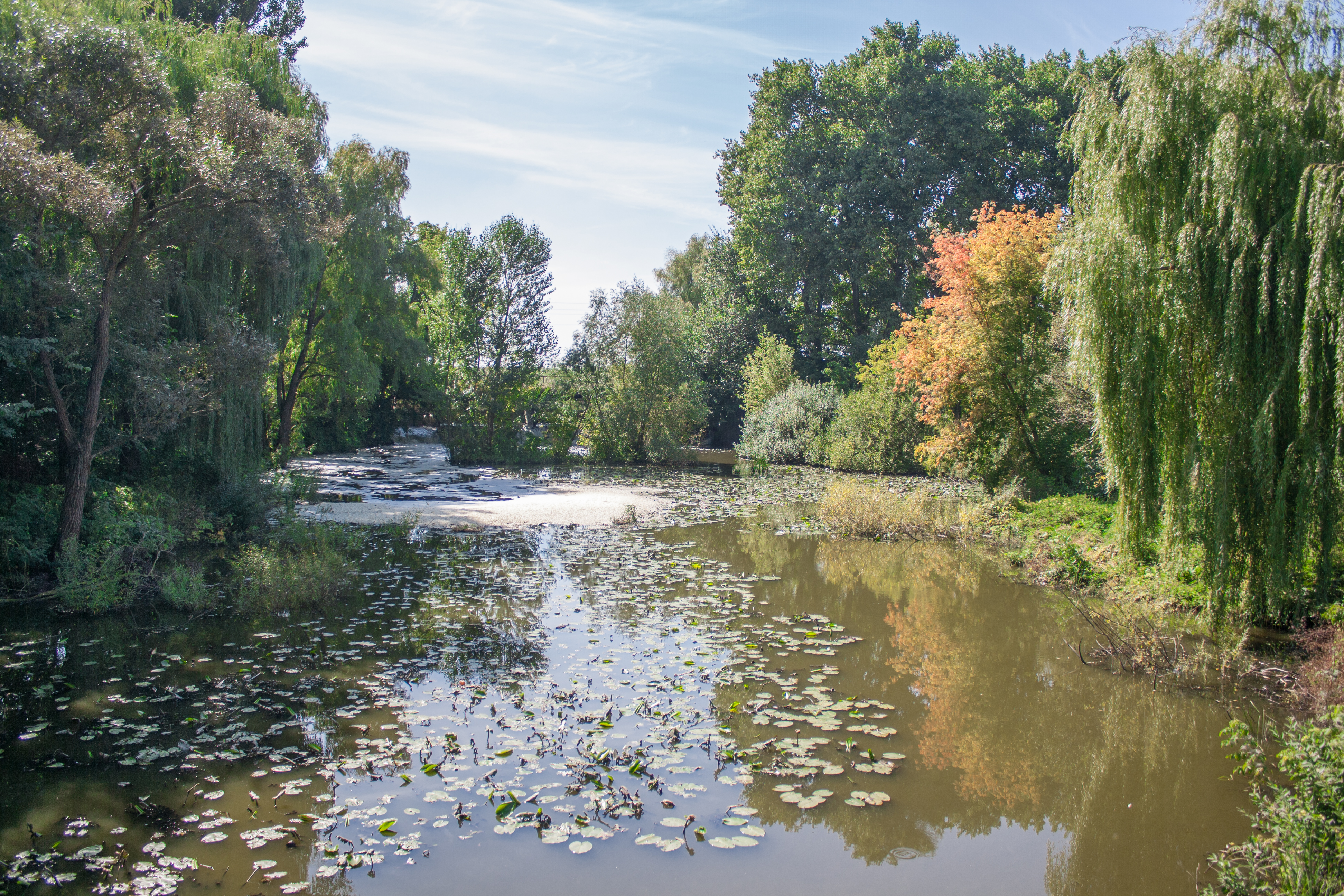
Річка в селі Червоний Кут
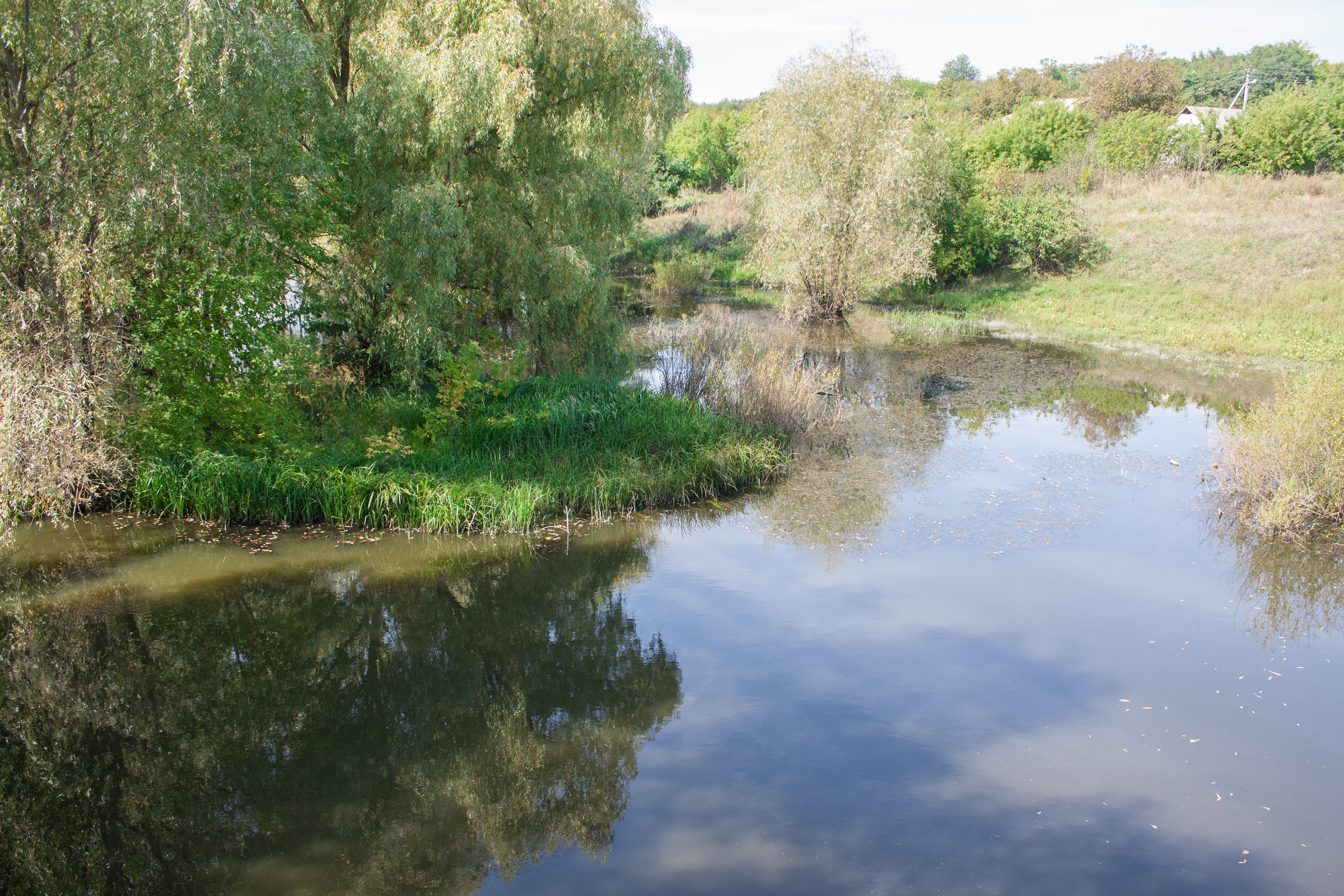
Річка в селі Нова Гребля
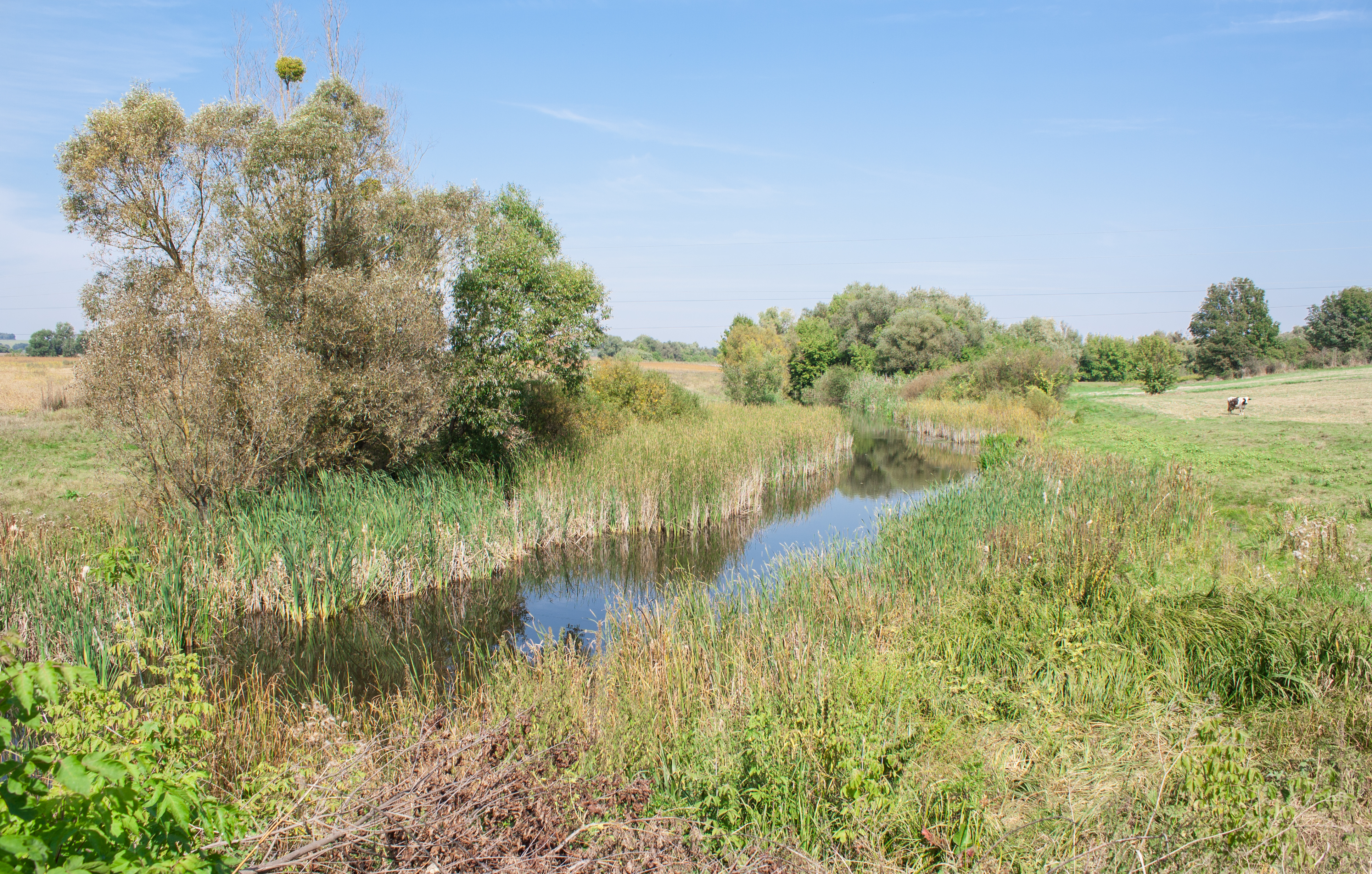
Річка в селі Русалівка
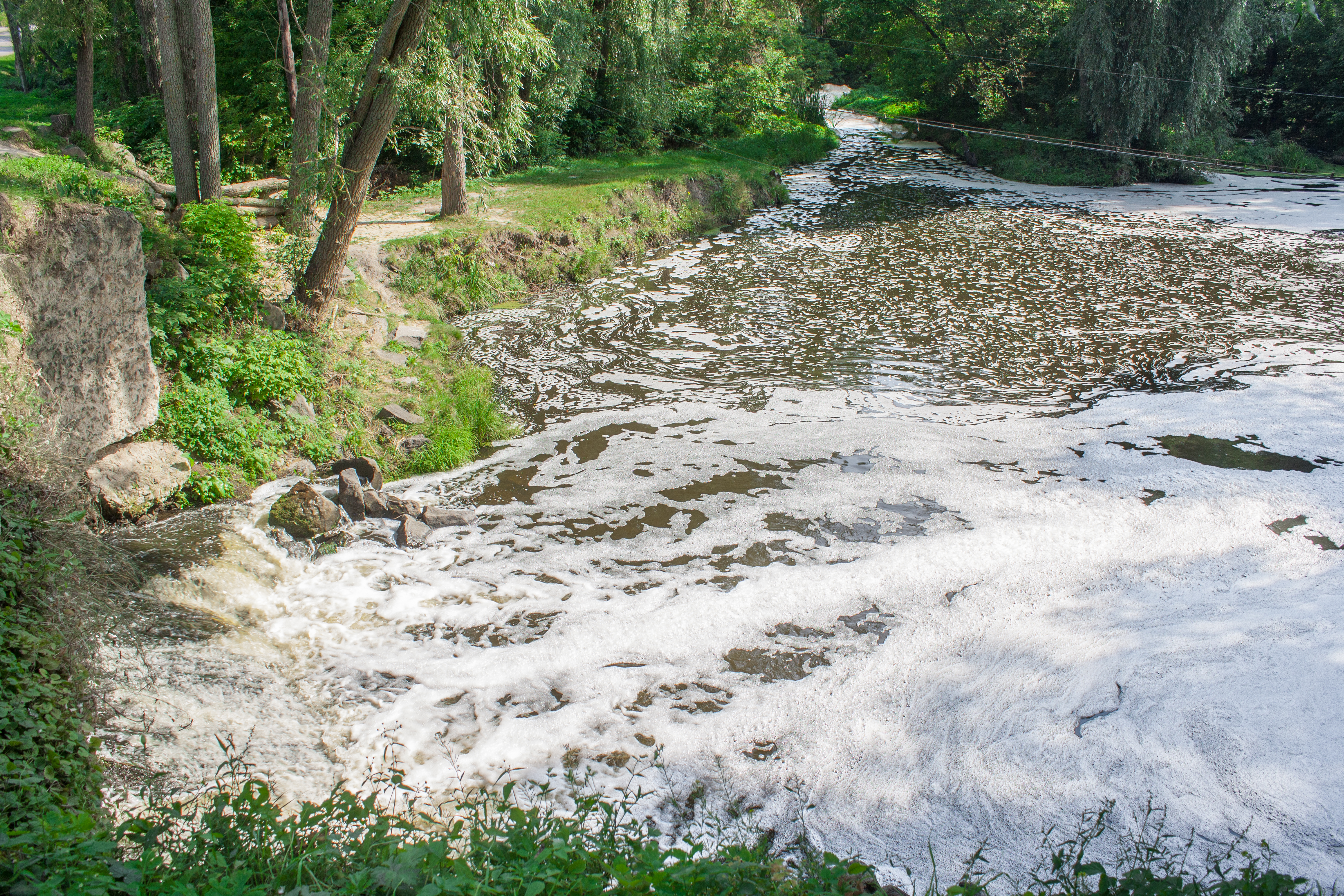
Річка в селі Кислин
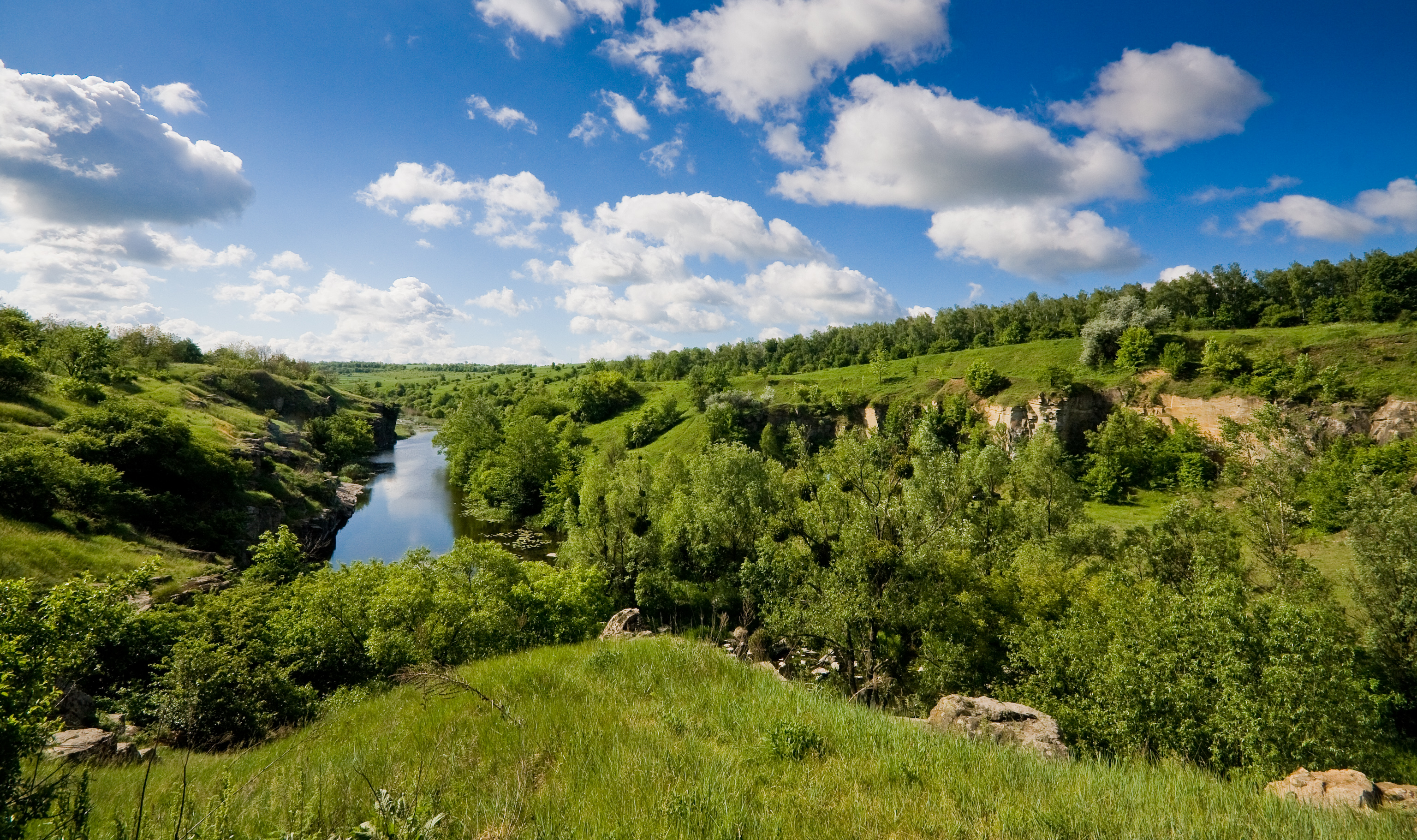
Річка в смт Буки
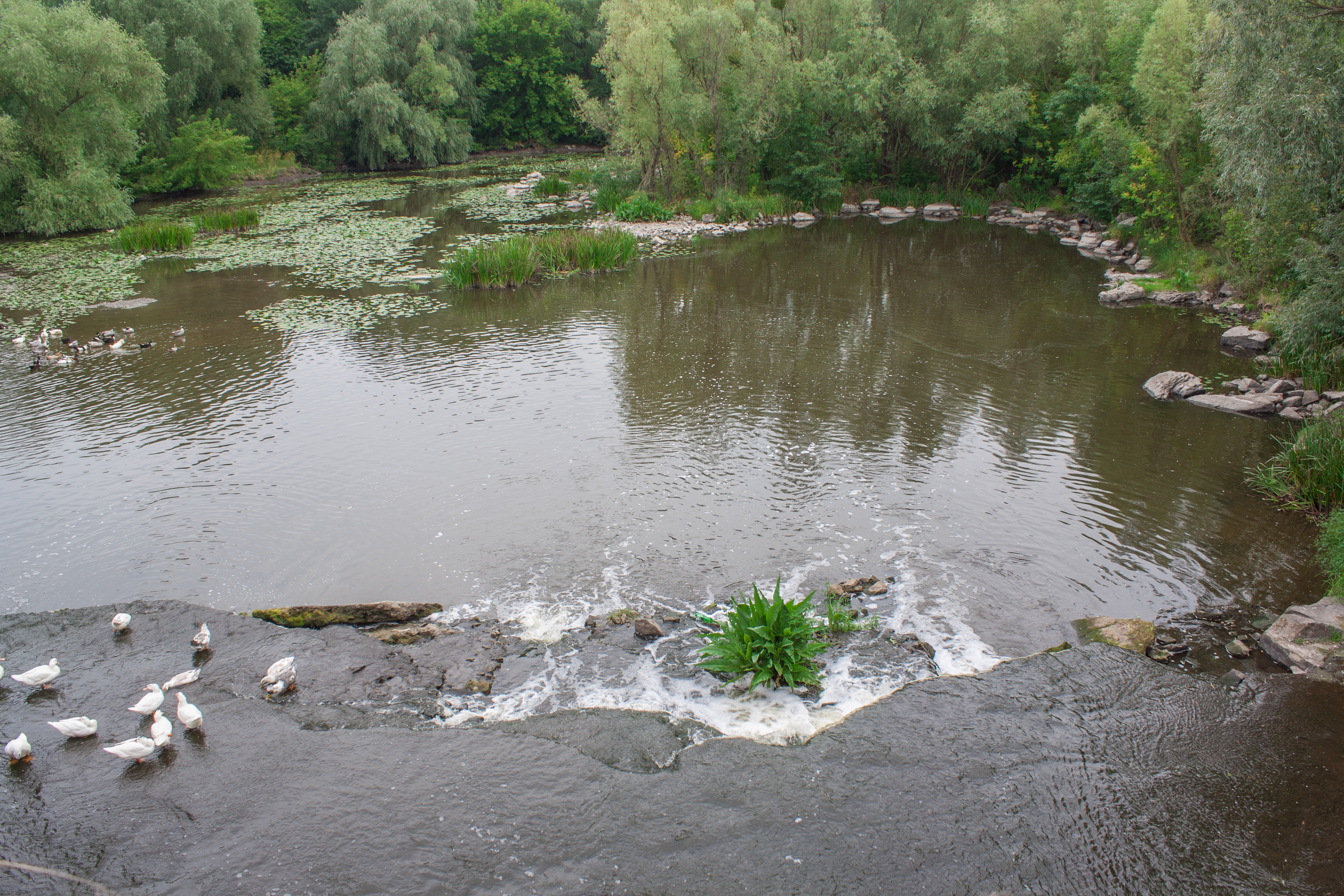
Річка в селі Березівка
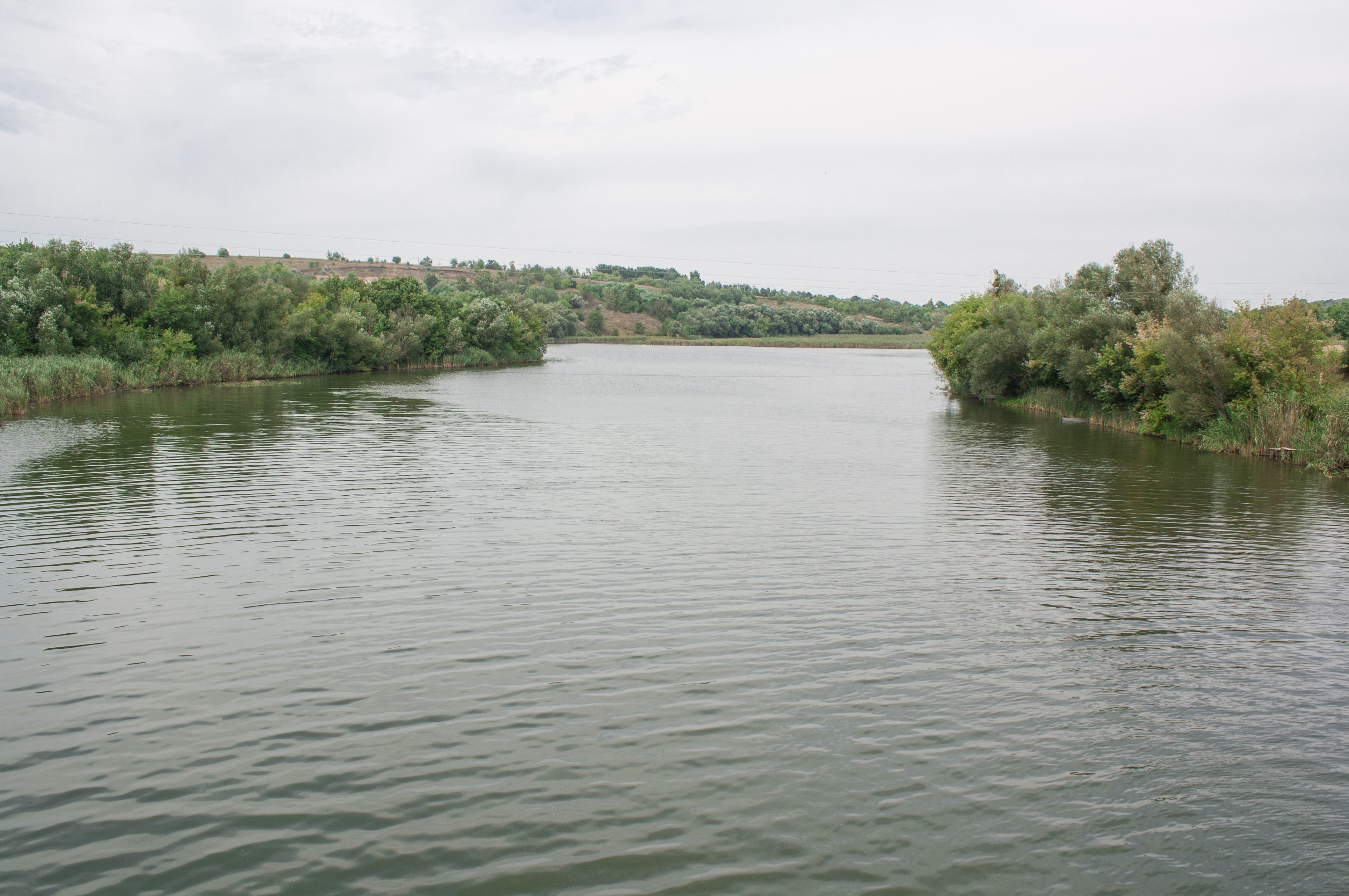
Річка в селі Чорна Кам'янка
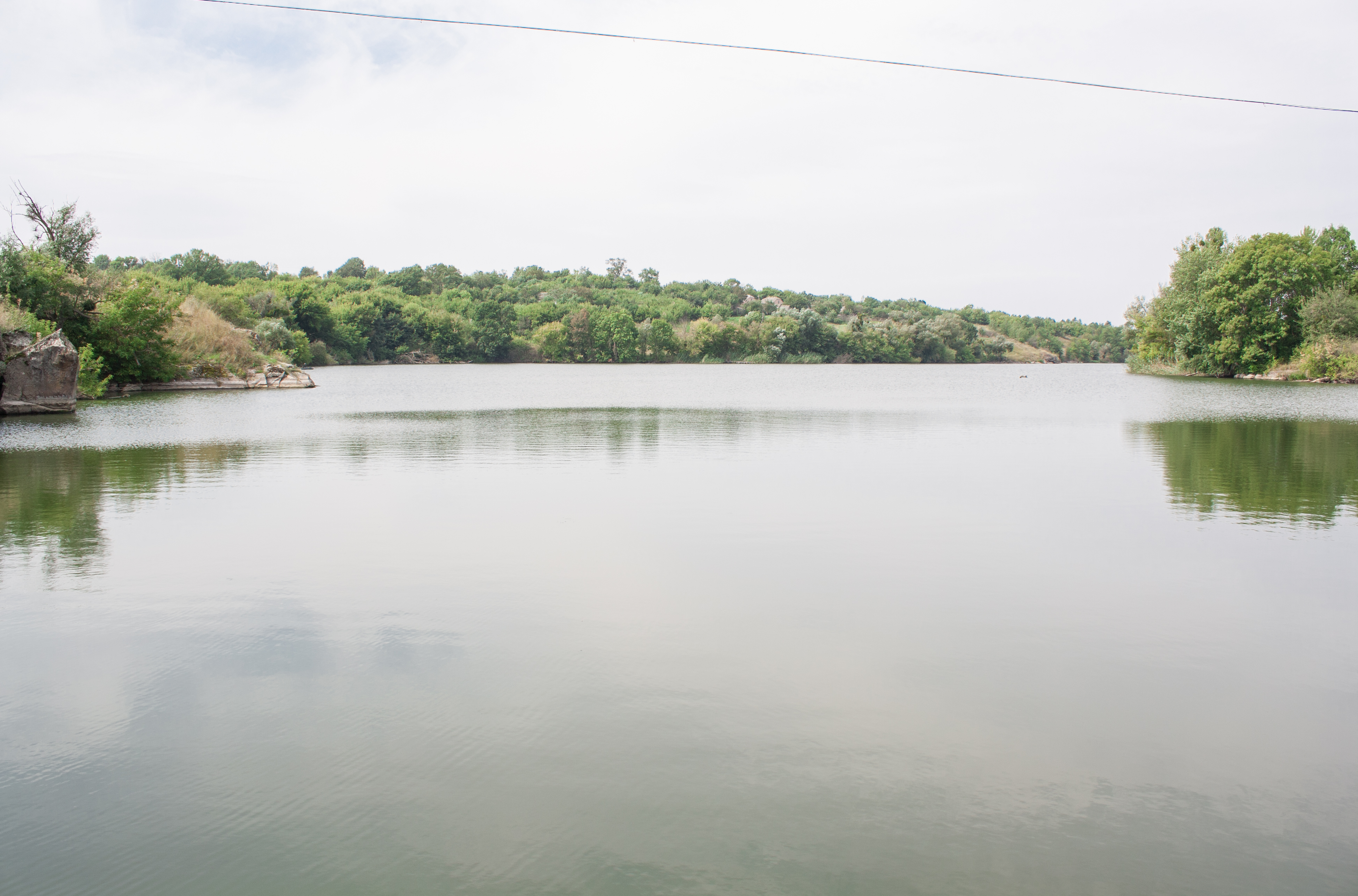
Річка в селі Юрпіль